# Alpekrage
Alpekragen (latin: Pyrrhocorax pyrrhocorax) er en fugleart blandt kragefuglene. Den er udbredt fra de Britiske Øer i øst videre gennem Sydeuropa og Nordafrika til Centralasien, Indien og Kina. Alpekragen er cirka 40 centimeter i længden med et vingefang på op til 90 centimeter. Fjerdragten er sort. Næbbet er rødt, langt og nedadbøjet. Benene er røde.